# 贝克-坎贝尔-豪斯多夫公式
在数学中，贝克-坎贝尔-豪斯多夫公式（英語：Baker–Campbell–Hausdorff formula）指的是下列方程中{\displaystyle Z}的解：
{\displaystyle e^{X}e^{Y}=e^{Z}}
其中，{\displaystyle X}和{\displaystyle Y}是李群李代数中的非对易元素。贝克-坎贝尔-豪斯多夫公式有很多种写法，下列是最常见的一种：
{\displaystyle Z=X+Y+{\frac {1}{2}}[X,Y]+{\frac {1}{12}}[X,[X,Y]]+{\frac {1}{12}}[Y,[Y,X]]+\cdots }
这里的{\displaystyle \cdots }表示还应有高阶项。